# Uruguay Northern Railway

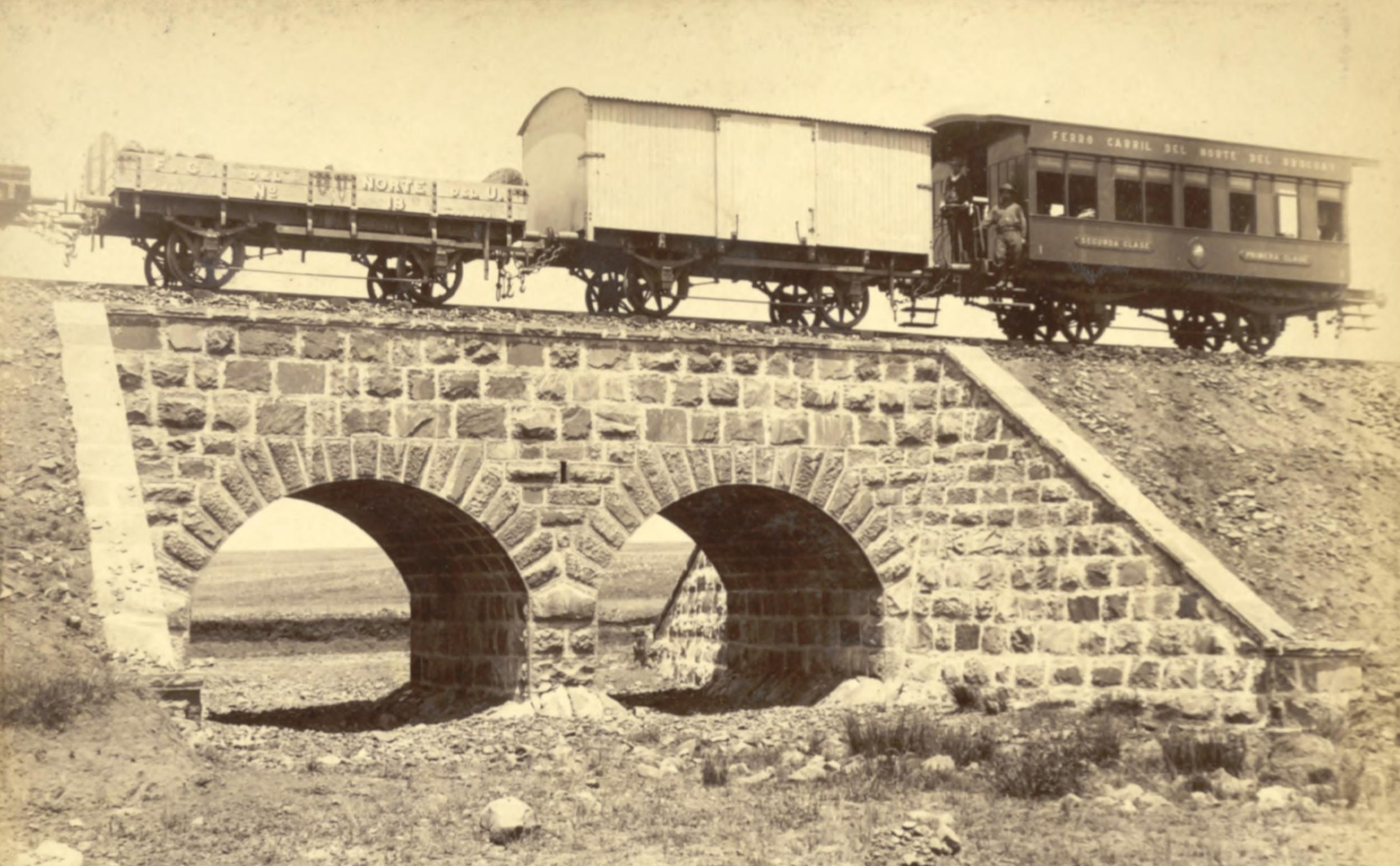
Zug der Uruguay Northern Railway

Die Uruguay Northern Railway (spanisch: Ferrocarril Norte del Uruguay) war eine britische Eisenbahngesellschaft mit Sitz in London, die in Uruguay von 1890 bis 1949 eine Eisenbahnstrecke im Norden des Landes baute und betrieb.

## Geschichte

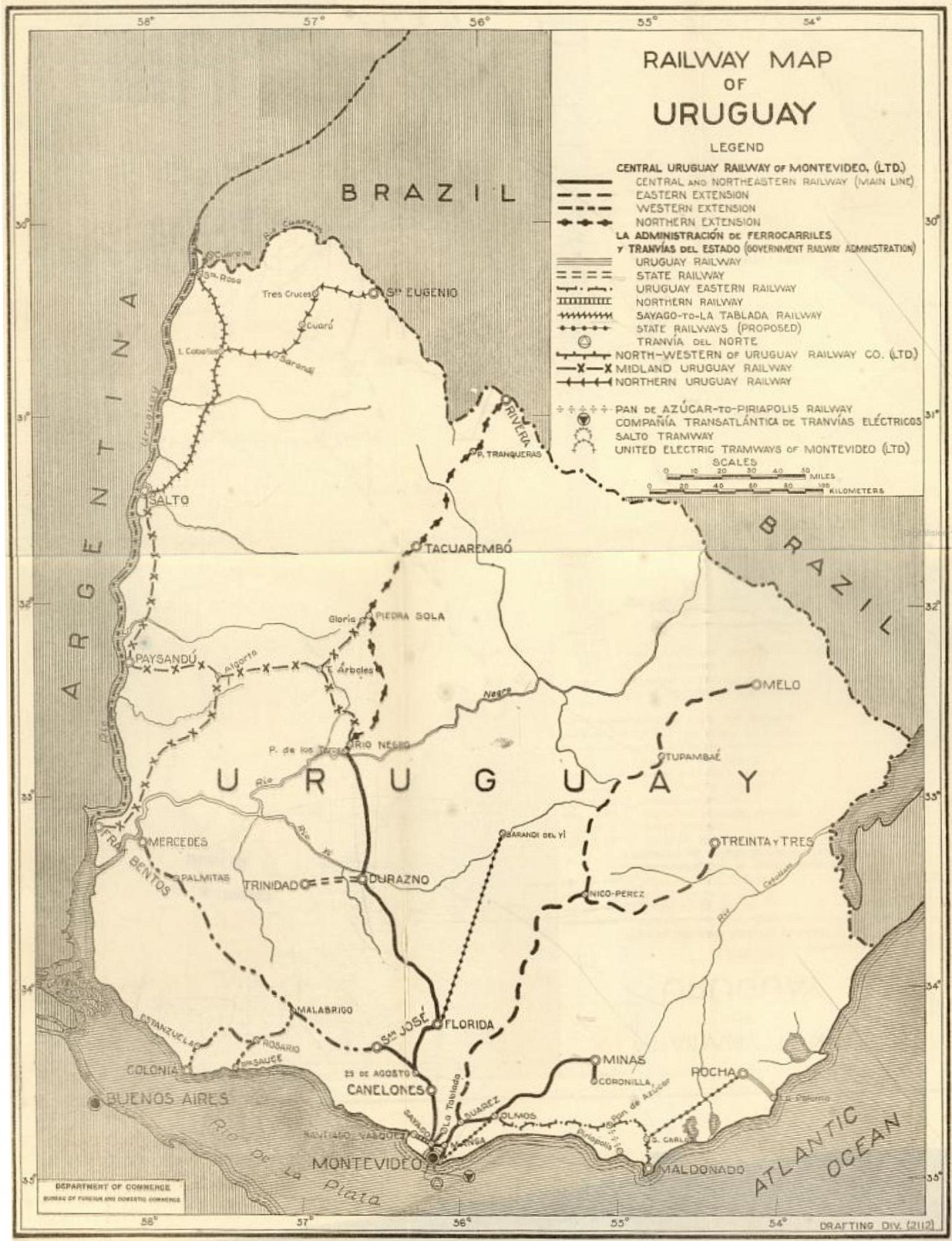
Streckennetz 1927

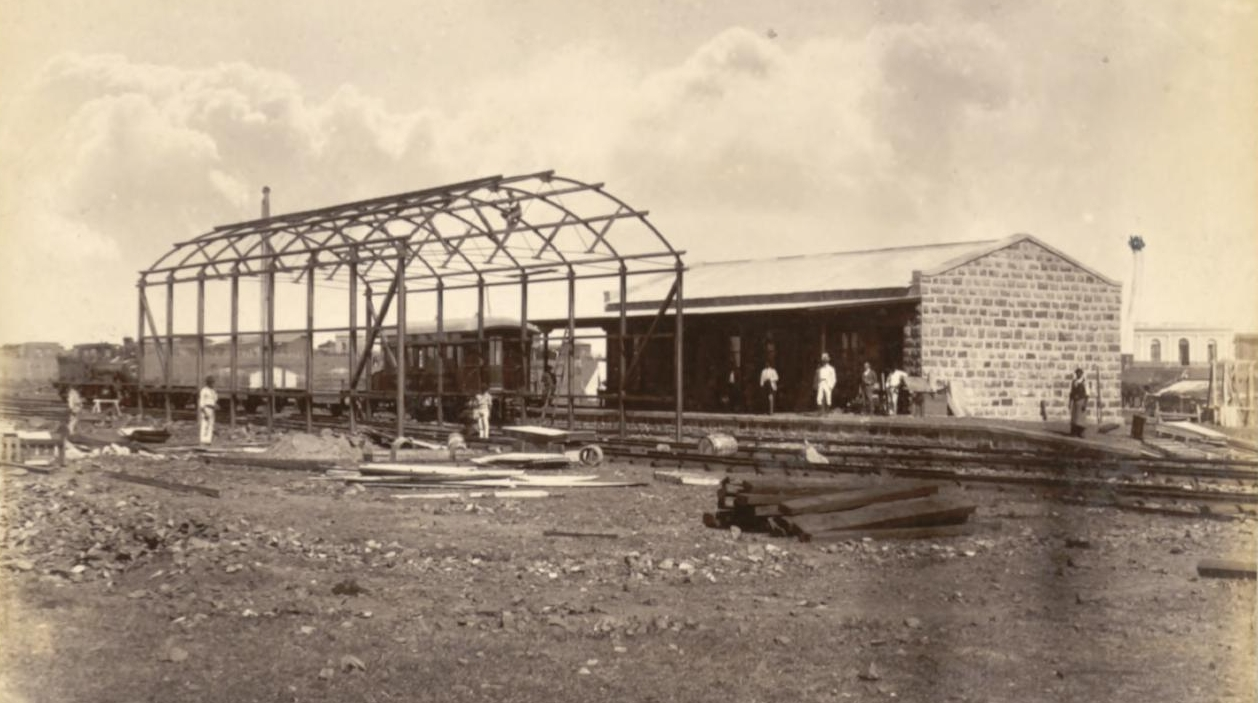
Der noch im Bau befindliche Bahnhof in San Eugenio

Die Uruguay Northern Railway Company wurde am 1. November 1887 in London gegründet und war die kleinste der britischen Eisenbahngesellschaften in Uruguay. Sie erwarb eine Konzession zum Bau und Betrieb einer Eisenbahnstrecke in der Regelspurweite zwischen Cerro San Eugenio an der Grenze zu Brasilien über Javier de Viana, Cuaró und Diego Lamas nach Isla Cabellos, wo Anschluss an die North Western of Uruguay Railway bestand. Die Strecke von Isla Cabellos bis Cuaró wurde am 17. September 1890 in Betrieb genommen. Die Eröffnung der kompletten 114 km langen Strecke erfolgte am 17. April 1891.
Ab 1912 besaß die US-amerikanische Uruguay Railway Company eine Mehrheitsbeteiligung an der Gesellschaft, die sie aber 1919 aufgrund wirtschaftlicher Probleme an die Central Uruguay Railway verkaufte, sodass diese nun einen Großteil des Schienenverkehrs in Uruguay kontrollierte.
Die Gesellschaft war Mitte 1925 im Besitz von fünf Dampflokomotiven aus britischer Fertigung, drei Personenwagen und 157 Güterwagen. Bis 1936 gab es keinerlei Veränderung der Bestandszahlen. Die fünf Lokomotiven existierten auch noch bei der Verstaatlichung.
Im Rahmen der von der Regierung unter Luis Batlle Berres 1948 beschlossenen Verstaatlichung aller privaten Eisenbahngesellschaften kam das Unternehmen Anfang 1949 unter staatliche Kontrolle und ging am 19. September 1952 in der neuen staatlichen Eisenbahngesellschaft Administración de Ferrocarriles del Estado auf. Die Bahnstrecke ist seit 1987 geschlossen.